# Aufruf an das deutsche Volk
Der Aufruf an das deutsche Volk wurde vom Lutetia-Kreis deutscher Emigranten herausgegeben. Er wurde am 19. Dezember 1936 unterzeichnet und am 21. Dezember 1936 verabschiedet. Er wurde von mehr als 70 Personen unterschrieben, darunter Lion Feuchtwanger, Klaus Mann, Ernst Toller, Ernst Bloch, Rudolf Breitscheid und Willy Brandt. Der Aufruf enthielt den Appell „Bildet die deutsche Volksfront! Für Frieden, Freiheit und Brot!“
Es wurde zum Sturz der Nationalsozialisten aufgerufen. Die Freilassung politischer Gefangener, die Auflösung der Konzentrationslager, das Ende der Kriegshetze und die Wahl von Richtern durch das Volk wurden gefordert. Kritisiert wurden auch Großgrundbesitzer (insbesondere die Junker), Industriekonzerne und Banken.